# الوطني (فلم)
الوطني (بالإنجليزية: The Patriot) هو فيلم دراما تم إنتاجه في الولايات المتحدة وصدر في سنة 1928.

## بطولة
- أميل جانينجز

### ترشيحات وجوائز
| السنة | الحدث  | الفئة     | النتيجة |
| ----- | ------ | --------- | ------- |
| 1929  | أوسكار | أفضل فيلم | ترشـيـح |

## الميزانية والإيرادات
بلغت تكلفة إنتاج الفيلم حوالي مليون دولار.

## روابط خارجية
- مقالات تستعمل روابط فنية بلا صلة مع ويكي بيانات